# Contromarca
Per contromarca in numismatica si intende una lettera o un altro segno punzonato su una moneta.
Una contromarca viene apposta  tramite un apposito punzone.
La maggior parte delle monete vengono contromarcate  per cambiarne il valore in seguito ad una riforma monetaria. 
Oppure per definire un nuovo nome dell'autorità che emette. 
A volte si tratta di immettere monete provenienti dall'esterno e dare quindi un valore nuovo all'interno di un sistema monetario diverso.
Durante il rinascimento a volte venivano punzonate le monete che entravano a far parte di collezioni di alcune famiglie.